# 君嶋ゆかり
君嶋 ゆかり（きみしま ゆかり、1980年1月8日 - ）は、日本のタレントである。

## 人物
東京都生まれ。ダンスとクラシックバレエを特技に、結婚後はハイドロフライトスポーツを趣味にしている。第2期「ワンギャル」としてTBSテレビの番組 『ワンダフル』にレギュラー出演、グラビアアイドル、ラジオ番組のパーソナリティなどで活動した。芸能事務所はアバンギャルドを経て、JVCエンタテインメントがマネジメントする。2006年10月10日に、ラジオ『TOKIO HOT 100』で共演していたクリス・ペプラーと結婚。2020年夏に第1子となる女児を出産した。

## 出演

### ラジオ
- TOKIO HOT 100（2002年10月 - 2004年9月、J-WAVE） - アシスタント
- MID NIGHT VOX（2005年 - 、J-WAVE） - ナレーター
- Brandnew J（2007年6月 - 、2009年4月） - ナビゲーター

### テレビドラマ
- 救命病棟24時（2001年、フジテレビ）
- 美女か野獣（2003年、フジテレビ）

### バラエティ
- デジタルNet.TV（1998年、テレビ朝日）
- ワンダフル（1998年10月5日 - 1999年9月30日、TBS）
- グラビアの美少女（1999年、MONDO21）
- 超K-1宣言!（2000年、日本テレビ）
- 快楽!じゃま式ランキング（2000年、テレビ東京）

### CM
- シャオ（日本ポラロイド社）
- JA共済

### 映画
- 『東京フレンズ The Movie』（2006年8月12日公開）

### DVD
- 東京フレンズ（2005年）

## 写真集
- 3(three)（1998年5月、ぶんか社、撮影：上野いさむ） 共演：柴田あさみ、広瀬真弓 ISBN 978-4821122219
- キュートな水着で［Ｂｒｅａｋ ｑｕｅｅｎ］（1998年10月、ジェネオン・ユニバーサル・エンターテイメントジャパン）ISBN 978-4894522060
- Pleasure(F stage)（2000年6月、ケイエスエス）ISBN 978-4877094652